# Sufers

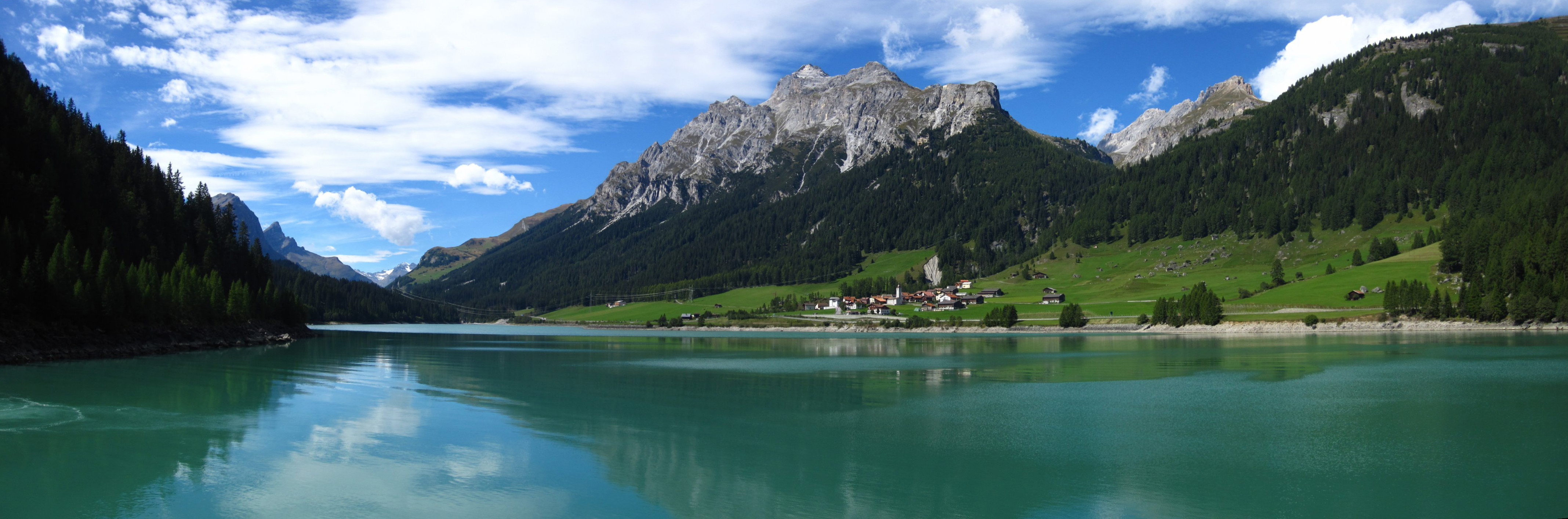
Lago de Sufner y Población de Sufers

Sufers (en romanche Sur en Valragn) es una comuna suiza del cantón de los Grisones, situada en la región de Viamala. Limita al norte con las comunas de Casti-Wergenstein y Andeer, al este con Ferrera, al suroeste con Madesimo (ITA-SO), y al oeste con Splügen y Safien.